# Ploulec'h
Ploulec'h é uma comuna francesa na região administrativa da Bretanha, no departamento Côtes-d'Armor. Estende-se por uma área de 10,17 km². Em 2010 a comuna tinha 1 665 habitantes (densidade: 163,7 hab./km²).